# Максимов Василь Володимирович
Василій Максимов (31 жовтня 1850, Чернігівська губернія — 24 січня[уточнити] 1917, Петроград) — директор Департаменту залізничних справ Міністерства фінансів (1892 — 1899), таємний радник, промисловець. 

## Життєпис
Народився 10 жовтня 1850 в Чернігівській губернії. Поступово в Університет Святого Володимира в Києві на юридичний факультет, в 1875 закінчив курс зі ступенем кандидата юридичних наук і як стипендіат міністерства народної освіти був призначений на службу в Подільське реальне училище викладачем комерційних наук. В цьому ж році переведений викладачем тих же наук до Київського реального училища, де він і залишався до 1885. При цьому з 1876, паралельно зі своєю викладацькою діяльністю відводив багато часу заняттям в Київському приватному комерційному банку. У 1885 при управлінні південно-західних доріг утворився новий відділ, що завідував комісійно-позичковими операціями цих доріг. Максимову було запропоноване місце начальника цього відділу. Зайнявши це місце, він остаточно залишив викладацьку діяльність. 
У 1889 керуючий південно-західними шляхами Вітте отримав завдання з організації нових тарифних установ у складі міністерства фінансів і був призначений директором нового департаменту залізничних справ і головою тарифного комітету, одним із членів цього комітету був Максимов. Незабаром Максимов був призначений заступником члена рад у залізничних і тарифних справах.  
У 1890 призначений, із залишенням на займаних посадах, директором від уряду в правлінні Привіслянської залізниці.  
У лютому 1892, коли Вітте був призначений керуючим міністерством шляхів сполучення, Максимову було доручене тимчасове виконання обов'язків директора департаменту залізничних справ і голови тарифного комітету, а з 20 вересня того ж року він був затверджений на цих посадах. Під його безпосереднім керівництвом проводилося розширення рейкової мережі приблизно на 2.000 верст щорічно. 

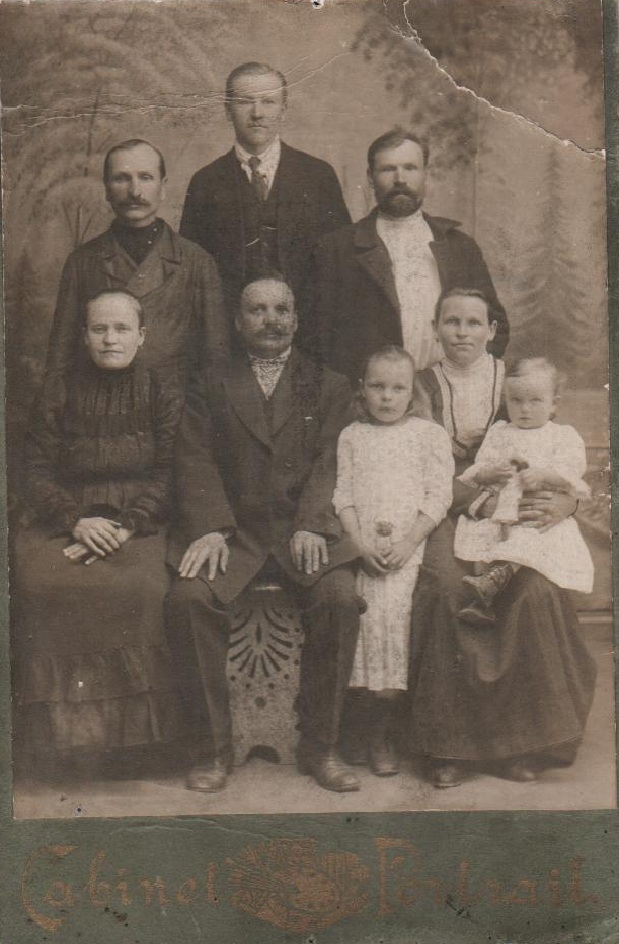
Василій Максимов у центрі.

2 грудня 1893 голова правління товариства, Сава Мамонтов звернувся до міністра фінансів Сергія Вітте з доповідною запискою. Він клопотав перед урядом про продовження лінії від Вологди до Архангельська. Для вивчення питання про будівництво залізниць на півночі Російської імперії Олександр III повелів утворити комісію з представників усіх зацікавлених відомств. Більшістю голосів комісія вважала за потрібне висунути в першу чергу Вологдо-Архангельську лінію. Директор департаменту залізничних справ міністерства фінансів Василій Максимов листом від 8 березня 1894 просив правління Товариства поставити на обговорення загальних зборів акціонерів питання про отримання повноважень на ведення переговорів і укладання угоди з урядом про прокладання нової магістралі.  
21 березня загальні збори ухвалили: «Надати правлінню повноваження з ведення переговорів із урядом про спорудження Північної залізниці».  
У 1894 під його головуванням утворена комісія з представників різних урядових відомств для розгляду проектів нових залізниць. 
Василій Максимов обіймав посаду директора Департаменту залізничних справ до 1899, коли опинився втягненим у справу про розорення Сави Мамонтова і був змушений на вимогу Сергія Вітте залишити службу. 
Зі спогадів Вітте:

«Далі, коли я був директором департаменту, я також членом тарифного комітету залучив якогось Максимова. Максимов цей був одним із найближчих учнів Бунге. Я знав його ще в Києві, де я його і запросив, коли був керуючим Південно-Західною залізницею, завідувати у мене всіма комерційними агентствами і міськими станціями. Він був також людиною дуже здібною і знаючою.
Коли я був призначений з посади директора департаменту міністром шляхів сполучення, то Вишнеградський призначив замість мене Максимова директором департаменту залізничних справ. Максимов безсумнівно людина дуже розумна, дуже обізнана, порівняно дуже скромна, сім'янин; між іншим, великий приятель Пихно. Коли я після Вишнеградського став міністром фінансів, то Максимов продовжував бути директором департаменту залізничних справ. Але він також заплутався в одній справі, щостосувалася залізничних підприємств відомого москвича Мамонтова. Справа ця стосувалася будівництва дороги на Архангельськ і тут Максимов з'явився в такому вигляді, який показував, якщо не його некоректність, то, у всякому разі, захоплення, так як він дав обійти себе Мамонтову.
Справа Мамонтова розбиралася в Московському суді, і Мамонтов мав відсидіти під арештом, ледве не в тюрмі. З огляду на це я змушений був попросити Максимова залишити службу, і замість нього мною була призначена дуже поважна людина, інженер Циглер, про якого я говорив уже раніше. Коли я прийняв пост директора департаменту залізн. справ, то я також запросив його з Києва».

Пішовши зі служби, Василій Максимов проживав у Санкт-Петербурзі і займався активною діяльністю, займаючи керівні посади на різних підприємствах.  
У 1905 Максимов проживав на Великій Конюшенній вулиці, в будинку номер 3, і значився головою ради «Російського товариства пароплавства і торгівлі», а також «Російського торгово-промислового комерційного банку в СПб». До 1906 він, зберігаючи посаду голови ради «Російського товариства пароплавства і торгівлі», значиться також директором правління компанії «Надія».
До 1909 Максимов значиться директором правління «Товариства Рязансько-Уральської залізниці», «Оренбурзького лісового промислового і торгового товариства» а також «Товариства лісопропилочних заводів системи Юліуса Рютґерса», а до 1910 до них додається членство в «бавовняному комітеті».  Наступного року Максимов стає також директором правління «Русского для внешеней торгівлі банку». 
Станом на 1913 його адреса змінилася на Каменностровскому пров., 26, а сам він обіймав посади голови правлінь «Товариства залізничних гілок» і «Оренбурзького лісового промислового і торгового товариства», був головою «Товариства лісопропілочних заводів системи Юліуса Рютгерса» в Російській імперії, а також директором правління товариства «Грушевський антрацит» (Донецько-Грушевського товариства кам'яновугільних і антрацитових копалень).  
У 1917 Максимов уже не значиться директором правління товариства «Грушевський антрацит», проте знову вказаний як член «Центрального бавовняного комітету». 
За деякими відомостями, якийсь час він був членом правління «Першого Грозненського нафтопромислового товариства».  
Помер 24 грудня 1917. Похований на цвинтарі Олександро-Невської лаври. 
У 1930-х всю родину Максимових розкуркулили і депортували до Вологодської області, онуки і правнуки живуть в Петрозаводську і Челябінську.

## Праці
- По поводу брошюры Э. В. Радовича «К вопросу об условиях сооружения Обществом железнодорожных ветвей подъездных путей к казенным железным дорогам» : [Рец.] / В. В. Максимов Санкт-Петербург : тип. т-ва п/ф «Эл.-тип. Н. Я. Стойковой», 1914
- Упрощенный прием исчисления ожидаемых финансовых результатов вновь проектируемых железнодорожных ветвей и магистралей / В. В. Максимов и В. О. Вяземский Санкт-Петербург : типо-лит. Н. И. Евстифеева, 1914